# Tortworth
Tortworth – osada w Anglii, w hrabstwie ceremonialnym Gloucestershire, w dystrykcie (unitary authority) South Gloucestershire. Leży 23 km na północny wschód od miasta Bristol i 161 km na zachód od Londynu. W 2001 miejscowość liczyła 150 mieszkańców.